# 最後の晩餐 (ガウデンツィオ・フェラーリ)

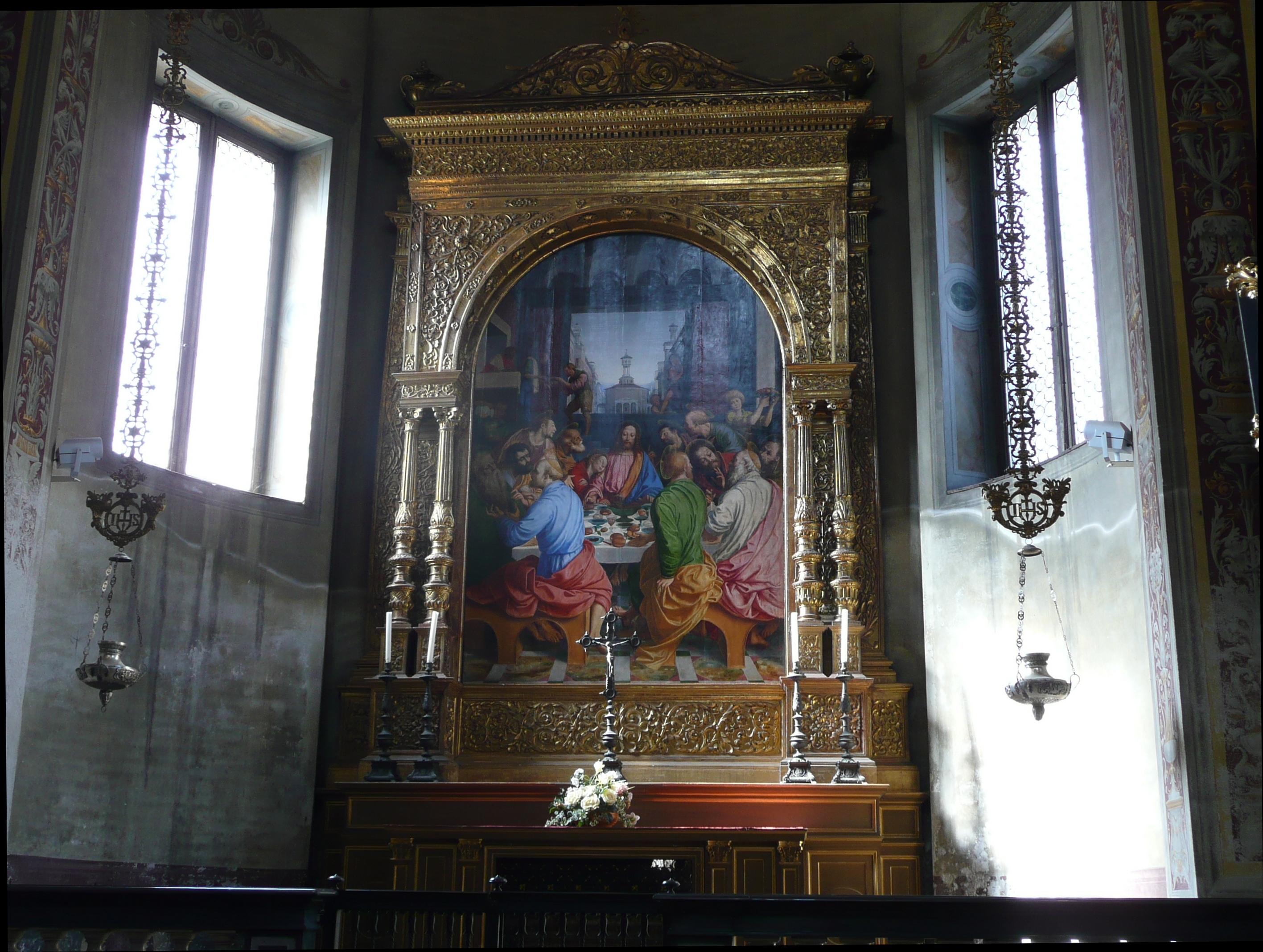
サンタマリア・デッラ・パッシオーネ教会の左の翼廊に置かれた『最後の晩餐』。

『最後の晩餐』（さいごのばんさん、イタリア語: Ultima Cena）は、ガウデンツィオ・フェラーリが、キャンバスに油彩で制作した絵画で、ミラノのサンタマリア・デッラ・パッシオーネ教会に所蔵されている。制作時期は、画家がミラノに滞在していた晩年の1539年から1546年の時期とされるが、1541年から1542年にかけてとする説もある。

## 表現と様式
この『最後の晩餐』で、画家は、最も賞賛されているレオナルド・ダ・ヴィンチの『最後の晩餐』さえも超える、根本的な革新に取り組んでいる。北方ルネサンス絵画の新たな影響もあり、食卓は水平方向に長く描かれるのではなく、食卓の短い辺が鑑賞者側に向けられている。食卓の周りには使徒たちがひしめき、その空隙の先にあるイエスの姿へと視線が導かれるが、図像学の伝統に従って、その傍らには福音記者ヨハネがイエスの肩にもたれかかって眠っている。視線はさらにその先へ、画面の中軸に配された窓へと導かれ、屋外のピアンタ・チェントラーレ（円筒など四方対称の建築物）の眺望が開かれている。画面の周囲には、画面の上段から下段まで様々なところに、食べ物を運ぶ召使いたちが描かれている。色彩は煌びやかで、特に衣装や建築、まだらの大理石による格子模様の床などに、マニエリスムの影響が、ロンバルディア派の自然主義的作風と結びつけられていることが見てとれる。これらは、16世紀後半の対抗宗教改革の流れの中の絵画の先駆けとなった特徴であった。